# 沢瀉紋

沢瀉紋「丸に沢瀉」

沢瀉紋（おもだかもん）とは、植物のオモダカ科の多年草であるオモダカを図案化した、日本の家紋の種類である。

## 概要
日本で数多くの家紋として使われていることから十大家紋に数えられている。オモダカの表記については「澤瀉」のほかに「面高」とも表記される。葉の形状が、矢の鏃の形に似ていることから「勝軍草」（かちいくさぐさ）の別名もある。

## 歴史
奈良時代から文様として使われ、しるしとして使われた例としては平安時代末期の仁安年間に久我家が牛車につけたことが『餝抄』にある。鎌倉時代ごろ成立の『平治物語』や『平家物語』、平家物語の異本に当たる『源平盛衰記』に、直垂に入れられた沢瀉文様についての記録がある。
家紋としては、『羽継原合戦記』に椎名氏の紋として記述がある。室町時代成立の『見聞諸家紋』では「簗田」として「三本沢瀉」の図が載る。簗田は簗田氏である。一方、簗田氏の紋は『関東幕注文』では「三本水葵」とあること、また、後世の簗田氏の使用紋から沼田頼輔は『日本紋章学』において見聞諸家紋の掲載図は誤りであるとの説を記述している。江戸時代の簗田氏は「丸に水葵」を使用している。
戦国時代末期では、冒頭で述べたように、葉の形が矢尻のようであったため武家に使用されるようになった。安芸国毛利氏では、毛利元就のときに勝戦草である沢瀉に勝虫である蜻蛉が止まったのを見て、戦に勝ったことにちなみ沢瀉紋を使い始めたと伝える。『寛政重修諸家譜』では「抱き沢瀉」（長門抱き沢瀉）とある。ほかに、豊臣秀次の陣旗に「矢尻沢瀉」がある様子が「諸将旌旗図屏風」（静岡市立芹沢銈介美術館 所蔵）に描かれている。江戸時代には幕臣においては100家以上の使用があり、大名家としては水野氏の使用が代表的であった。水野氏の水沢瀉は、水野氏が住んだ尾張国知多郡小川地方では、沢瀉が繁茂していたことに由来すると伝えられる。天保の改革の一環として行われた印旛沼開墾政策に失敗し、罷免された幕府老中の水野忠邦を揶揄して「泥沼の　深き工夫も水の泡　根本が折れて 枯れる沢瀉」という狂歌も詠まれた。

## 使用家
江戸幕府政権下では「大給松平家」・「滝脇松平家」・「奥平氏」・「酒井氏」・「稲垣氏」・「土井氏」・「水野氏」などの徳川親藩、譜代の氏族らが使用し、そのほか外様では、「木下氏」や「毛利氏」・「福島氏」・「浅野氏」・「小川氏」などに使用がある。

## 図案
通常は、中央の葉一つと両側に5つの花をつけた花序を1本ずつ、葉の下に茎を添えたものを「立ち沢瀉」と呼んでいる。
葉だけのものを「葉沢瀉」と呼んだり、こちらを沢瀉と呼び、花のあるものを「花沢瀉」とよんで区別する場合もある。
「沢瀉に水」のように流水や波紋を描いたものを「水沢瀉」ともいう。

立ち沢瀉・沢瀉
丸に沢瀉
沢瀉に水（水に沢瀉）
抱き沢瀉
福島沢瀉。福島氏
水野沢瀉・波沢瀉。水野氏
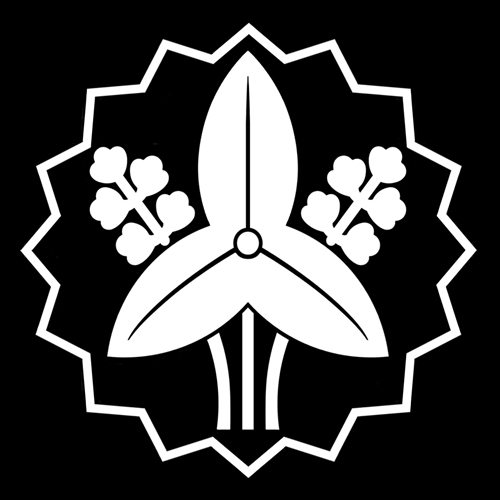
大関沢瀉、柊輪に沢瀉。大関氏
長門沢瀉（抱き沢瀉）。長門萩藩主家毛利氏
木下沢瀉（抱き沢瀉）。豊後日出藩主家木下氏